# 国道318号

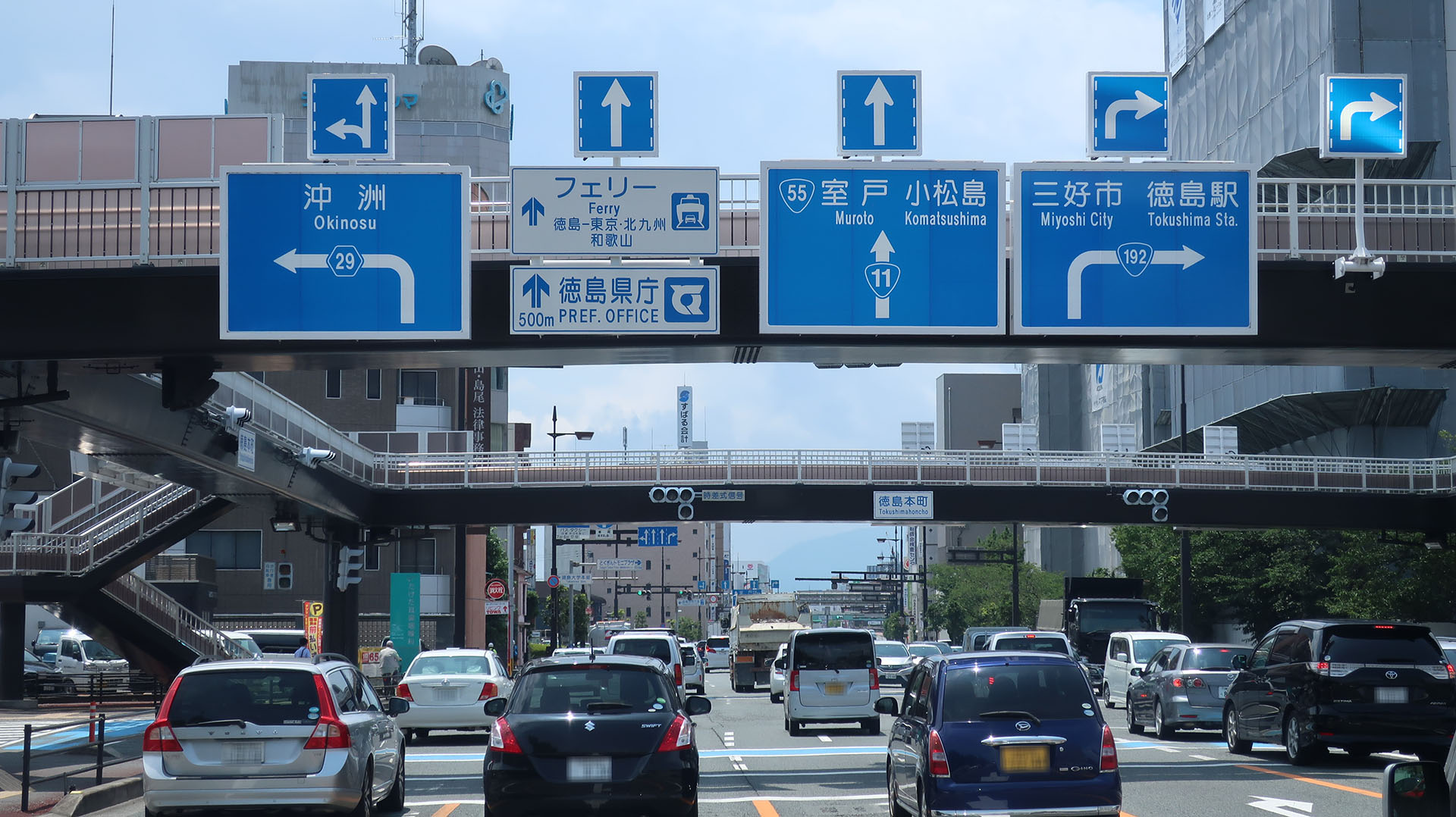
国道318号 起点
徳島県徳島市 徳島本町交差点
（国道192号 終点）

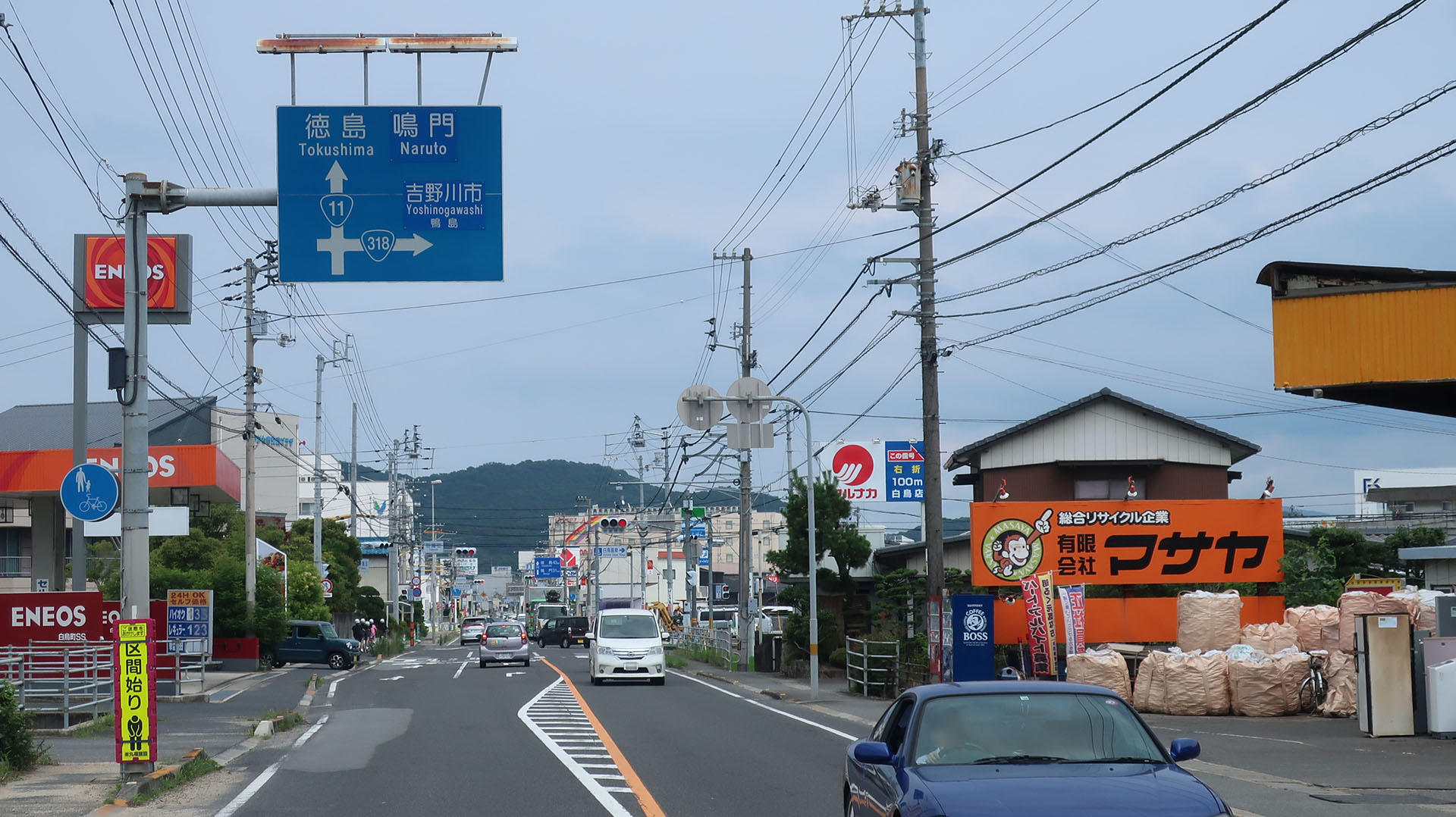
国道318号 終点
香川県東かがわ市 田高田交差点

国道318号（こくどう318ごう）は、徳島県徳島市から吉野川市を経由して、香川県東かがわ市に至る一般国道である。

## 概要

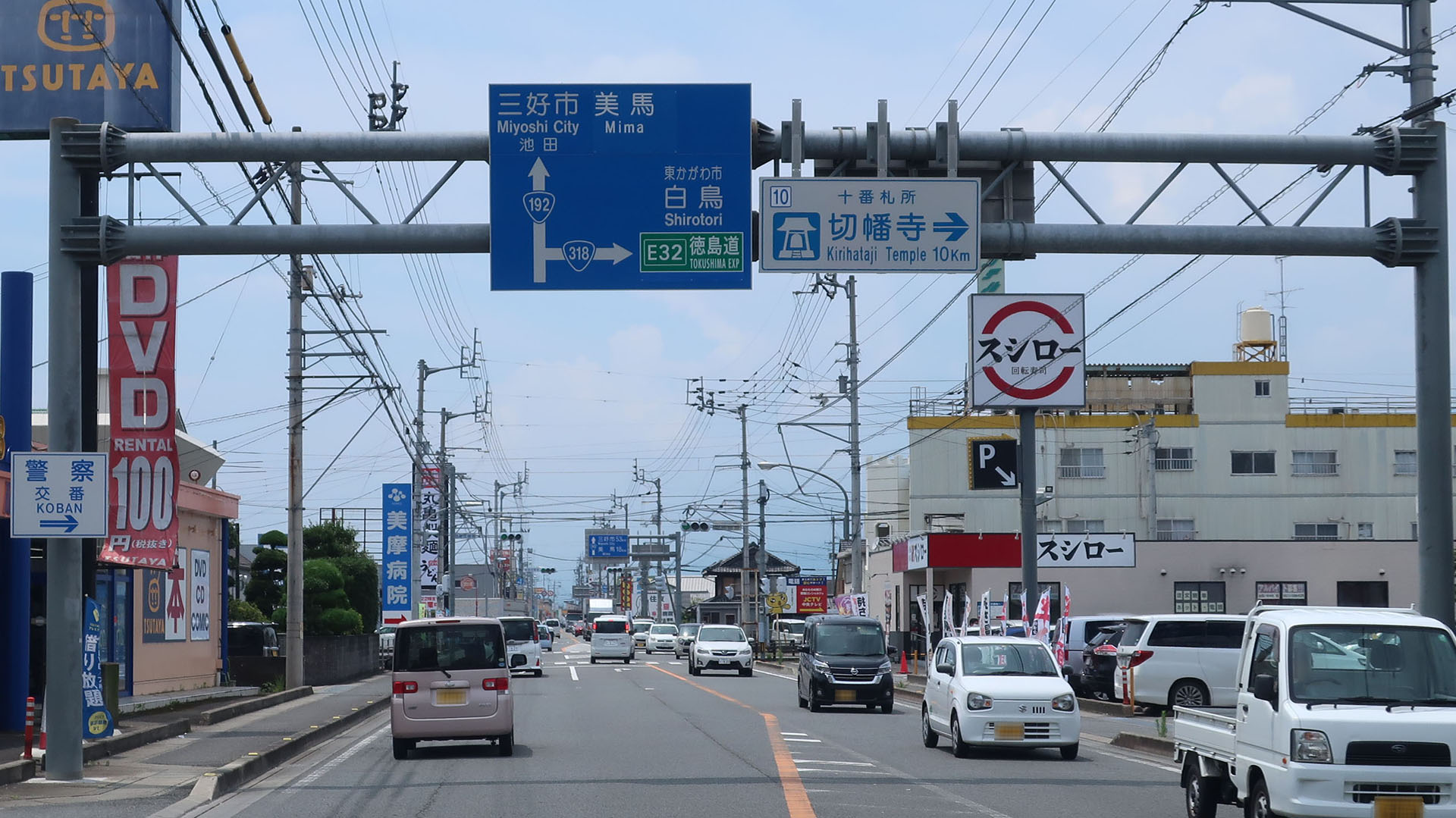
国道192号（重複区間）との分岐
徳島県吉野川市鴨島町

起点の徳島県徳島市から、途中の吉野川市までは、国道192号との重複区間となり、その後北方向へ向きを変え、阿波市を経由して、終点の香川県東かがわ市に至る路線で、全線2車線が確保されている。かつては鵜の田尾峠や徳島県板野郡土成町（現・阿波市）内に非常に狭隘な区間が存在したが、鵜の田尾トンネル開通や線形改良などにより、現在は解消された。

### 路線データ
一般国道の路線を指定する政令に基づく起終点および重要な経過地は次のとおり。
- 起点：徳島市（徳島本町交差点 = 国道11号交点、国道438号・国道439号起点、国道192号・徳島県道38号沖ノ洲徳島本町線終点）
- 終点：香川県大川郡白鳥町[注釈 2]（田高田（たこうだ）交差点 = 国道11号交点、国道377号上）
- 重要な経過地：徳島県麻植郡鴨島町[注釈 3]
- 総延長 : 43.7 km（徳島県 34.6 km、香川県 9.1 km）重用延長を含む[2][注釈 4]
- 重用延長 : 20.0 km（徳島県 19.9 km、香川県 0.0 km）[2][注釈 4]
- 未供用延長 : なし[2][注釈 4]
- 実延長 : 23.7 km（徳島県 14.7 km、香川県 9.0 km）[2][注釈 4]
  - 現道 : 23.7 km（徳島県 14.7 km、香川県 9.0 km）[2][注釈 4]
  - 旧道 : なし[2][注釈 4]
  - 新道 : なし[2][注釈 4]
- 指定区間：国道192号と重複する区間（徳島県徳島市・徳島本町交差点（起点） - 吉野川市鴨島町上下島）[3]

## 歴史
- 1954年（昭和29年）11月12日[要出典] - 主要地方道鴨島三本松線として認定。
- 1970年（昭和45年）4月1日 - 一般国道318号（徳島市 - 香川県大川郡白鳥町[注釈 2]）として指定[4]。
- 1986年（昭和61年）3月 - 鵜の田尾トンネル開通[5]。

## 路線状況

### 重複区間
- 国道438号・国道439号（徳島県徳島市徳島本町1丁目・徳島本町交差点（起点） - 徳島市元町2丁目・元町交差点）
- 国道192号（徳島県徳島市徳島本町1丁目・徳島本町交差点（起点） - 吉野川市鴨島町上下島）
- 国道377号（香川県東かがわ市西山・白鳥町西山交差点 - 東かがわ市白鳥・田高田交差点（終点））

### 道路施設

#### 橋梁
- 徳島県
  - 佐古大橋（新町川、徳島市、国道192号重複区間内）
  - 上鮎喰橋（橋長305 m、幅員10.0＋10.0 m、1970年（昭和45年）度完成[6]、鮎喰川、徳島市、国道192号重複区間内）
  - 鴨島新橋（江川、吉野川市）
  - 阿波中央橋（吉野川、吉野川市 - 阿波市）
  - 柿島北橋（熊谷川、阿波市）
  - 神田橋（宮川内谷川、阿波市）

#### トンネル
- 徳島県
  - 御所トンネル：延長80 m、1980年（昭和55年）竣工、阿波市
  - 鵜の田尾トンネル：延長1,769 m、幅員8.0 m、1986年（昭和61年）竣工、阿波市 - 香川県東かがわ市

#### 道の駅
- 徳島県
  - どなり（阿波市）

## 地理

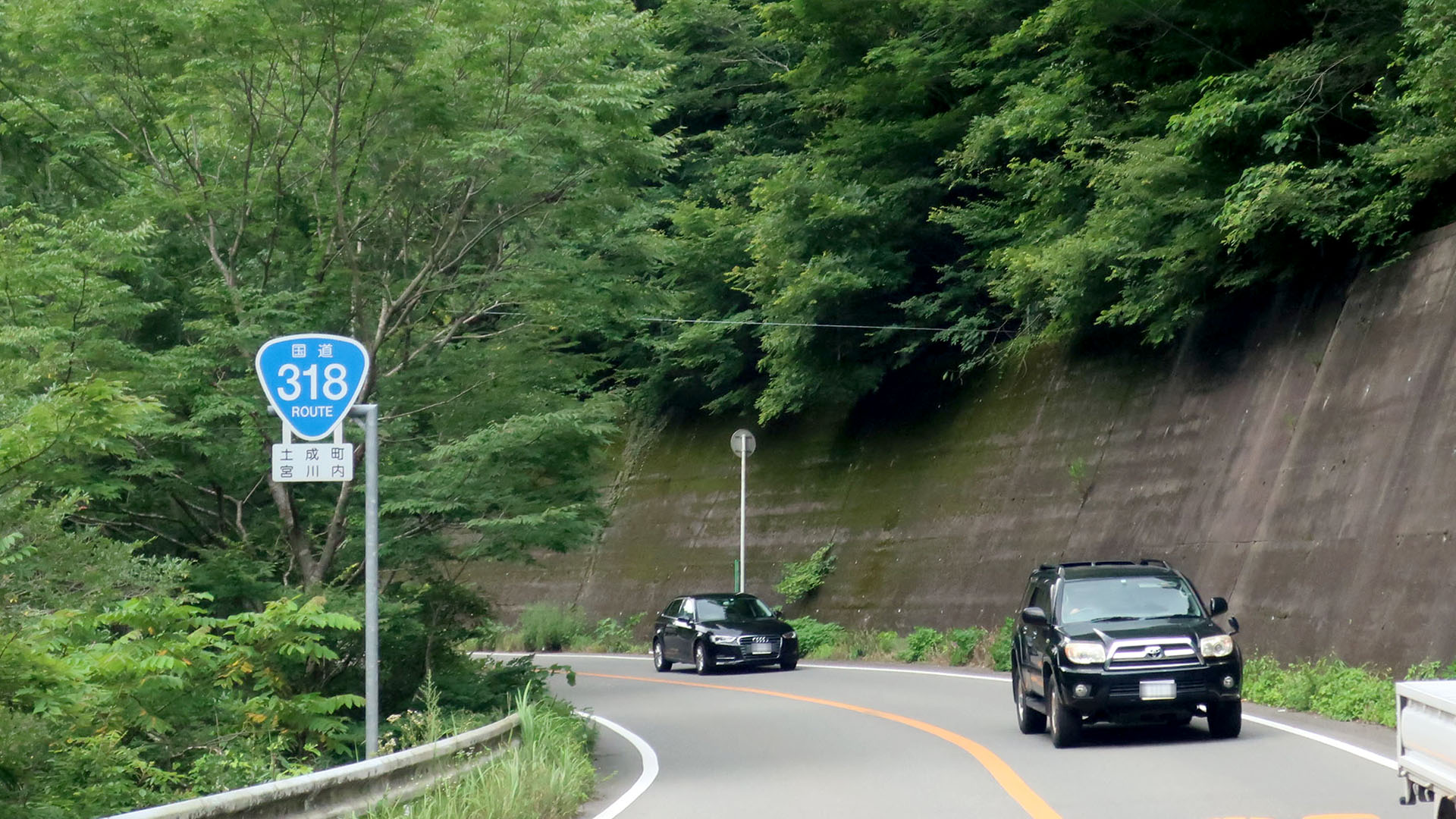
徳島県阿波市土成町
（2020年7月撮影）

### 通過する自治体
- 徳島県
  - 徳島市 - 名西郡石井町 - 吉野川市 - 阿波市
- 香川県
  - 東かがわ市

### 交差する道路
| 交差する道路 | 都道府県名 | 市町村名   | 市町村名   | 交差する場所  | 交差する場所                    |
| --- | ---------- | ---------- | ---------- | ------------- | ------------------------------- |
| 国道11号 国道28号 重複 国道192号 重複区間起点 国道438号 重複区間起点 国道439号 重複区間起点 徳島県道38号沖ノ洲徳島本町線 | 徳島県     | 徳島市     | 徳島市     | 徳島本町1丁目 | 徳島本町交差点 / 終点           |
| 国道438号 重複区間終点 国道439号 重複区間終点 徳島県道13号徳島停車場線                                                   | 徳島県     | 徳島市     | 徳島市     | 元町2丁目     | 元町交差点                      |
| 徳島県道30号徳島鴨島線                                                                                                   | 徳島県     | 徳島市     | 徳島市     | 藍場町2丁目   | 藍場町交差点                    |
| 徳島県道150号佐古停車場線                                                                                                | 徳島県     | 徳島市     | 徳島市     | 佐古二番町    | 佐古二番町交差点                |
| 徳島県道151号蔵本停車場線                                                                                                | 徳島県     | 徳島市     | 徳島市     | 蔵本町2丁目   | 徳大医学部前交差点              |
| 徳島県道・香川県道1号徳島引田線                                                                                          | 徳島県     | 徳島市     | 徳島市     | 庄町1丁目     | 徳大薬学部前交差点              |
| 徳島県道203号鮎喰新浜線                                                                                                  | 徳島県     | 徳島市     | 徳島市     | 鮎喰町2丁目   |                                 |
| 徳島県道21号神山鮎喰線                                                                                                   | 徳島県     | 徳島市     | 徳島市     | 鮎喰町2丁目   | 鮎喰町二丁目交差点              |
| 徳島県道207号鬼籠野国府線                                                                                                | 徳島県     | 徳島市     | 徳島市     | 国府町南岩延  |                                 |
| 徳島県道29号徳島環状線 / 旧道 徳島県道232号平島国府線                                                                    | 徳島県     | 徳島市     | 徳島市     | 国府町府中    |                                 |
| 徳島県道206号西黒田中村線                                                                                                | 徳島県     | 徳島市     | 徳島市     | 国府町府中    |                                 |
| 国道192号 / バイパス 徳島県道29号徳島環状線                                                                              | 徳島県     | 徳島市     | 徳島市     | 国府町観音寺  |                                 |
| 徳島県道230号第十白鳥線                                                                                                  | 徳島県     | 名西郡     | 石井町     | 石井          | 石井町白鳥交差点                |
| 徳島県道153号石井停車場線                                                                                                | 徳島県     | 名西郡     | 石井町     | 石井          | 石井町石井交差点                |
| 徳島県道・香川県道34号石井引田線                                                                                         | 徳島県     | 名西郡     | 石井町     | 石井          |                                 |
| 徳島県道231号高原石井線                                                                                                  | 徳島県     | 名西郡     | 石井町     | 石井          | 石井町石井交差点                |
| 徳島県道20号石井神山線                                                                                                   | 徳島県     | 名西郡     | 石井町     | 石井          |                                 |
| 徳島県道240号西麻植下浦線                                                                                                | 徳島県     | 名西郡     | 石井町     | 浦庄          | 石井町浦庄交差点                |
| 徳島県道154号牛島停車場線                                                                                                | 徳島県     | 吉野川市   | 吉野川市   | 鴨島町上浦    | 鴨島町上浦交差点                |
| 徳島県道235号宮川内牛島停車場線                                                                                          | 徳島県     | 吉野川市   | 吉野川市   | 鴨島町牛島    |                                 |
| 徳島県道239号牛島上下島線                                                                                                | 徳島県     | 吉野川市   | 吉野川市   | 鴨島町牛島    |                                 |
| 徳島県道31号鴨島神山線                                                                                                   | 徳島県     | 吉野川市   | 吉野川市   | 鴨島町鴨島    |                                 |
| 徳島県道155号鴨島停車場線                                                                                                | 徳島県     | 吉野川市   | 吉野川市   | 鴨島町上下島  |                                 |
| 国道192号 重複区間終点                                                                                                   | 徳島県     | 吉野川市   | 吉野川市   | 鴨島町上下島  |                                 |
| 徳島県道239号牛島上下島線                                                                                                | 徳島県     | 吉野川市   | 吉野川市   | 鴨島町上下島  |                                 |
| 徳島県道30号徳島鴨島線 徳島県道122号板野川島線                                                                           | 徳島県     | 吉野川市   | 吉野川市   | 鴨島町知恵島  |                                 |
| 徳島県道138号香美吉野線                                                                                                  | 徳島県     | 阿波市     | 阿波市     | 吉野町柿原    |                                 |
| 徳島県道15号徳島吉野線 徳島県道137号土成徳島線                                                                           | 徳島県     | 阿波市     | 阿波市     | 吉野町柿原    |                                 |
| 徳島県道12号鳴門池田線                                                                                                   | 徳島県     | 阿波市     | 阿波市     | 吉野町柿原    |                                 |
| E32 徳島自動車道 | 徳島県     | 阿波市     | 阿波市     | 土成町吉田    | 3 土成IC                        |
| 徳島県道139号船戸切幡上板線                                                                                              | 徳島県     | 阿波市     | 阿波市     | 土成町吉田    |                                 |
| 徳島県道235号宮川内牛島停車場線                                                                                          | 徳島県     | 阿波市     | 阿波市     | 土成町宮川内  |                                 |
| 国道377号 重複区間起点 香川県道40号白鳥引田線                                                                            | 香川県     | 東かがわ市 | 東かがわ市 | 西山          | 白鳥町西山交差点                |
| 国道11号 / 大内白鳥バイパス                                                                                              | 香川県     | 東かがわ市 | 東かがわ市 | 白鳥          |                                 |
| 国道11号 国道377号 重複区間終点                                                                                          | 香川県     | 東かがわ市 | 東かがわ市 | 白鳥          | 田高田（たこうだ）交差点 / 終点 |

### 交差する鉄道
- 牟岐線
- 徳島線

### 峠
- 徳島県
  - 鵜の田尾峠（阿波市 - 香川県東かがわ市）